# Abraham Zacuto
Abraham Zacuto (în ebraică אברהם זכות, în portugheză Abraão ben Samuel Zacuto; n. 12 august 1450, Salamanca, Castilia și León, Spania – d. 1515, Imperiul Otoman) a fost un astronom, astrolog, matematician și istoric evreu spaniol. După expulzarea sa din Spania ca urmare a Decretului de la Alhambra, a servit ca astronom regal la curtea regelui Ioan al II-lea al Portugaliei.
Craterul lunar Zagut a fost numit în onoarea sa.

## Biografie
Zacuto s-a născut la Salamanca în Spania prin 1450. A studiat astronomia la Universitatea din Salamanca unde, apoi a fost și profesor. Mai târziu, a devenit profesor de astronomie la Universitatea din Zaragoza, apoi la cea de la Cartagena. Era specialist în Halaha și era rabinul comunității sale.
Odată cu expulzarea evreilor din Spania în 1492, Zacuto și-a găsit refugiul la Lisabona în Portugalia. Deja celebru în cercurile academice, el a fost invitat la curte și numit Astronom Regal și Istoric al regelui Ioan al II-lea al Portugaliei, o poziție pe care o va păstra până la începutul domniei lui Manuel I. A fost consultat de rege asupra posibilității unei rute maritime spre India, un proiect pe care l-a susținut și încurajat. Zacuto este unul dintre rarii evrei care au putut să părăsească Portugalia în timpul convertirilor forțate și interdicțiilor de părăsire a Portugaliei decretate de către Manuel I cu scopul de a-i obliga pe evrei să se convertească la creștinism. 
După o călătorie chinuită, în care este luat prizonier de două ori, s-a stabilit la Tunis, de unde a fugit în timpul înaintării trupelor spaniole, stabilindu-se în Turcia, unde va muri în jurul anului 1520.

## Opera

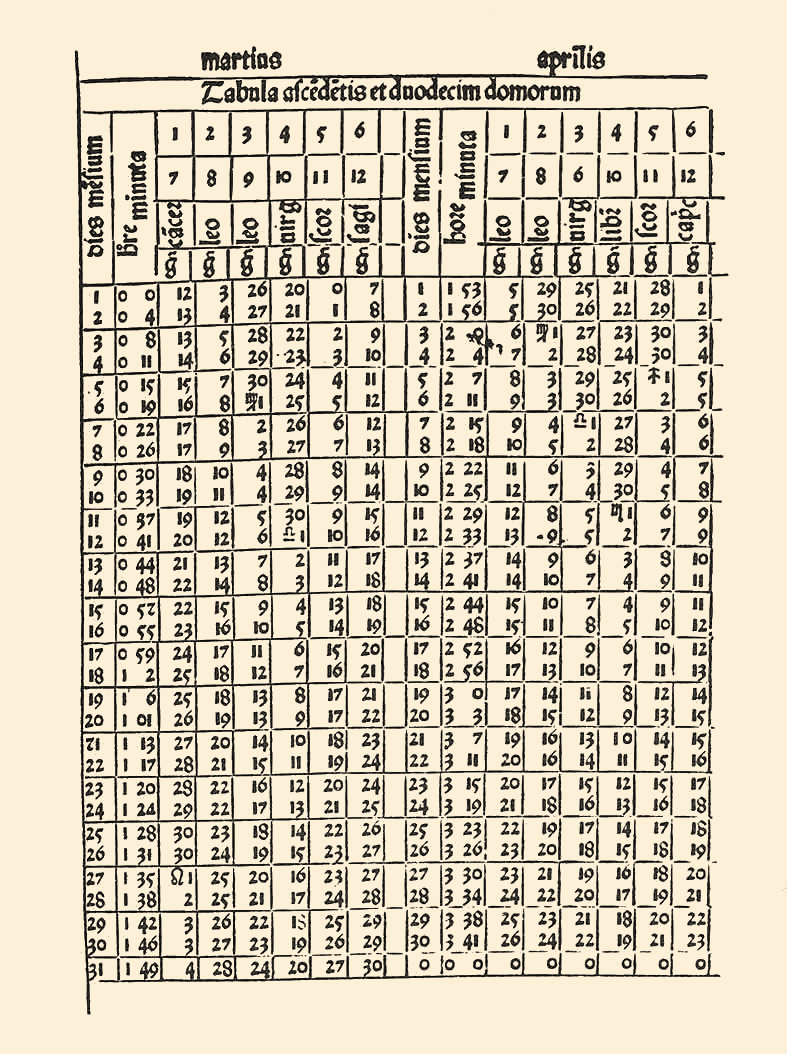
Pagină din Almanach Perpetuum.

Zacuto a perfecționat astrolabul, care a devenit atunci un instrument de precizie, și este autorul unui almanah perpetuu de înaltă precizie utilizat de marinarii portughezi pentru determinarea poziției caravelelor lor în largul mării, mulțumită datelor obținute cu un astrolab. Contribuțiile sale au salvat, fără nicio îndoială, numeroase vieți ale marinarilor portughezi și le-a permis să atingă Brazilia și India.
Înainte de fuga din Spania, a scris un tratat excepțional de astronomie / astrologie în ebraică, întitulat Ha-hibbur Ha-gadol. A publicat, de asemenea, în 1496, la imprimeria din Leiria, din Portugalia, proprietate a lui Abraão de Ortas, cartea Biur Luhoth, sau în latină Almanach Perpetuum, care a fost tradusă imediat în spaniolă. În această carte se află faimoasele tabele astronomice (efemeride) pentru anii 1497 - 1500, care, împreună cu noul astrolab construit din metal și nu din lemn, au fost de mare ajutor lui Vasco da Gama și lui Pedro Alvares Cabral pentru călătoriile acestora spre India, respectiv spre Brazilia.

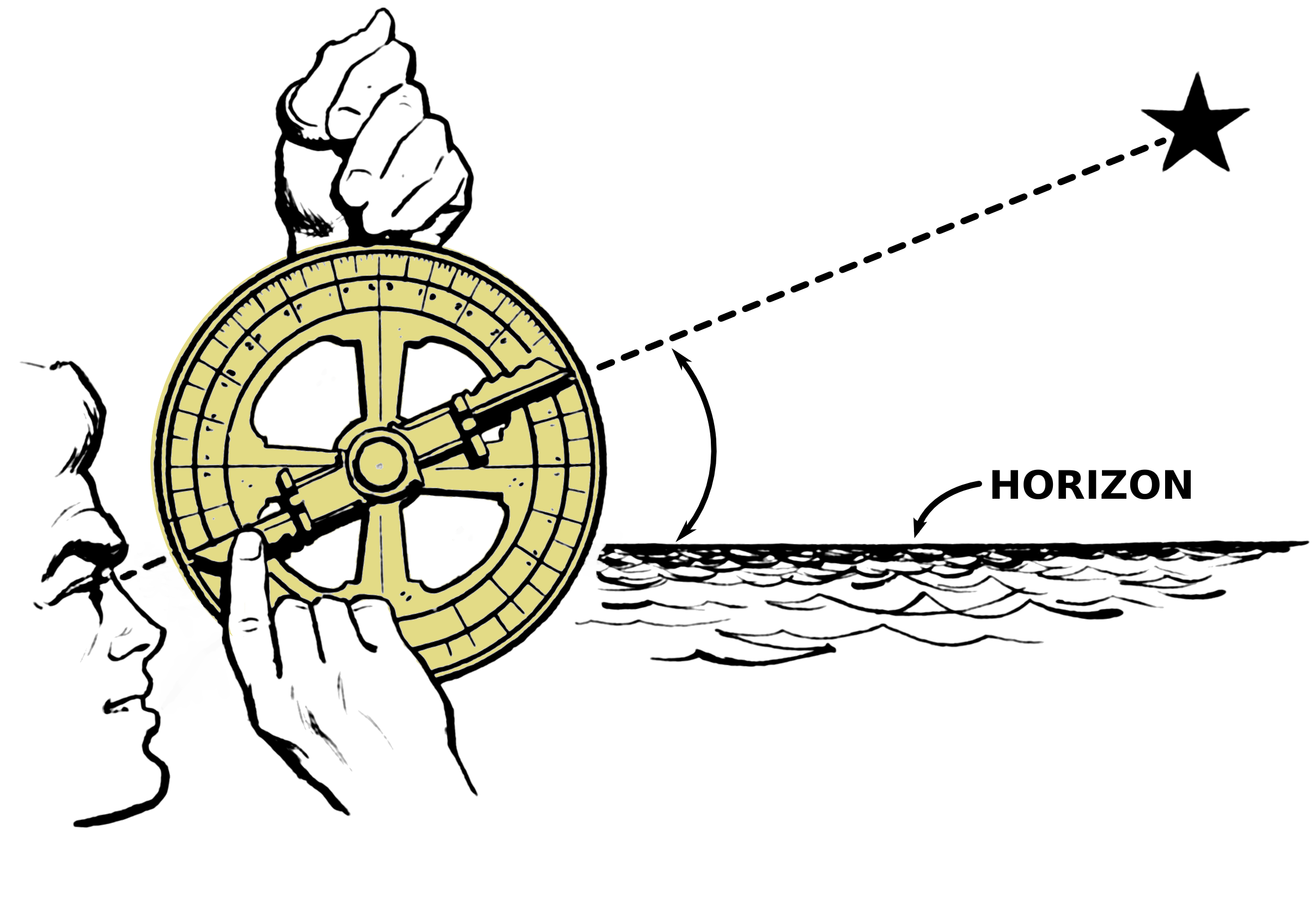
Măsurare cu astrolabul nautic

În 1504, în timp ce se afla în Tunisia, a scris o istorie a poporului evreu, Sefer ha Yuhasin, începând de la Facerea Lumii până în anul 1500, și mai multe alte tratate de astronomie / astrologie. Cartea sa, Istoria Evreilor, este atât de reputată încât a fost retipărită la Constantinopol în 1566 de către Samuel Shalom, cu adăugiri și eliminări făcute de tipografie, apoi retipărită în 1581 la Cracovia, în 1717 la Amsterdam, în 1857 la Königsberg, acum: Kaliningrad, în timp ce o ediție completă a fost tipărită de Filipowski, la Londra în 1857.
Timp îndelungat, această carte a fost una dintre rarele surse  ale istoriei evreiești, postbiblice (începând de la Exilul babilonian) până în Evul Mediu, deși o parte din datările unor evenimente antice provoacă zâmbete. Între altele, el îi plasează pe Hippocrate, Euclid, și Platon în epoca lui Mardoheu și a Esterei, iar pe Priam, regele Troiei în epoca Judecătorilor din Biblie. 
În secolul al XIX-lea, istoricul evreu al „Luminilor”, Heinrich Graetz, l-a acuzat pe Zacuto că ar fi fost «un om cu o inteligență limitată, incapabil să se ridice deasupra superstițiilor epocii sale…N-a știut să dea o viziune completă suferințelor evreilor spanioli și portughezi». Dar Zacuto, martor și victimă a atrocităților comise de Inchiziția spaniolă și portugheză, ar fi putut să aibă o perspectivă suficientă pentru a avea o viziune completă asupra a ceea ce se petrecea în epoca sa?